# Естонська міжнародна комісія з розслідування злочинів проти людства
Естонська міжнародна комісія з розслідування злочинів проти людства (ест. Inimsusevastaste Kuritegude Uurimise Eesti Rahvusvaheline Komisjon; також відома як Історична комісія або Комісія Макса Якобсона) - комісія, створена президентом Естонії Леннартом Мері в жовтні 1998 року для розслідування злочинів проти людства, скоєних в Естонії або проти її громадян під час радянської та німецької окупації, таких як депортація радянських військ з Естонії та Голокост в Естонії.
Вона провела свою першу сесію в Таллінні в січні 1999 року. Для сприяння незалежному розслідуванню та уникнення конфлікту інтересів серед його членів не було громадян Естонії. Головою комісії був призначений фінський дипломат Макс Якобсон.
Європейський суд з прав людини спирався на дослідження Комісії, наприклад, у своєму рішенні не надавати сертифікатарам розгляд скарги Августа Колка та Петра Кіслого, які були засуджені за злочини проти людства через свою роль у Радянські депортації з Естонії. 
Комісія досягла своєї мети до 2007 року, а наслідником став Естонський інститут історичної пам’яті.

## Учасники
- Макс Якобсон, голова правління
- Уффе Еллеманн-Йенсен, президент Європейської ліберальної партії, колишній міністр закордонних справ Данії
- Пол А. Гобл, директор з питань комунікацій з громадськістю Радіо Свобода / Радіо Свобода
- Ніколас Лейн, голова Комісії з міжнародних відносин Американського єврейського комітету
- Пітер Реддейвей, професор політичних наук та міжнародних відносин університету Джорджа Вашингтона
- Арсеній Рогінський, голова ради Науково-освітнього центру "Меморіал Москви", керівник наукової програми
- Вольфґанґ фон Штеттен, професор Мітгліде дес Бюндестаж

## Зовнішні посилання та подальше читання
- Посилання на звіти Комісії англійською, естонською та російською мовами [Архівовано 25 лютого 2021 у Wayback Machine.]